# Grégoire Momo
Grégoire Momo, né le 5 mai 1919 à Foréké-Dschang et mort en 2000, est un député de la première législature du Cameroun.

## Biographie

### Enfance, éducation et débuts
Grégoire Momo naît le 5 mai 1919 à Foréké-Dschang.
Il est diplômé de l’institut afro-asiatique d’études coopératives et du travail.

### Carrière
Maire de Dschang (1965-1966), il a été directeur de l’Ecole populaire laïque de Foréké-Dschang (1950-1959). Il est inspecteur et commissaire de la garde civique nationale de l’ouest (1960-1964) et dans la zone de Dschang. Député le 7 juin 1970, réélu le 18 mai 1973 à l’Assemblée nationale.  
Grégoire Momo a été syndicaliste influent. Il est le chef de cabinet et beau-frère de Mathias Djoumessi.
A son retour de stage à tel aviv il a été affecté à Nkondjock. Il est vice président de la Sodenkam, la Société de développement du périmètre de mise en valeur Yabassi-Bafang, en 1970. Il crée le Medzon Azinmeda, un groupe d'autodéfense supervisé par Mathias Djoumessi. 
D'abord proche de l'UPC, il deviendra un soutien de l'administration et membre du Kumzse. Il se montre alors hostile aux upécistes. Lorsqu'il est arrêté, le comité des femmes du Kumzse organise une descente pour exiger sa libération. 
Il possède une importante collection privée des photos qui datent de la guerre bamiléké.
Il meurt en 2000.

## Œuvre
Il publie un hymne patriotique nommé Azap agu'ti ala',, :

« Litu (Entonne) Guee njue ala’See
Lipin (Chantons) malizhee aga ehu
Mbi i’ ga po miaga nann ehu
Juee aga’a lifan mbo litueti
Hi maliko ‘ ti aga pup
Litu Atsan
Lipin Atsan
Litu Atsan
Lipin Atsan
Lizen tse tchieu ponn aga ta
Atsan atsan
Akwanti za tsem a ehu »

Dont la traduction est :

« Va voir le Groupement
Où je suis né
Mon père et ma mère y vivent
Regarde comme je suis beau et fort
C’est lui qui a fait de moi ce que je suis
Atsan
Atsan
Atsan
Atsan
Son nom-ci me plaît beaucoup
Atsan Atsan
Il est toute ma préoccupation »

Il compose aussi un poème, repris par Jean-Claude Barbier

« Si tu veux manger
II faut travailler
Le paresseux n’a pas droit au pain
Cultivons la terre
Amis travaillons
II faut que nous travaillons
Nous serons heureux
Plus que les paresseux
Le voleur est un méchant
Qui détruit l’économie de la nation
Le voleur n’a pas de champ
Ni de maison
Vive, vive le Président
Ahmadou Ahidjo !
Cameroun, mon pays, tu es grand
Nous voulons que tu deviennes plus grand
C’est pourquoi nous voulons travailler
Pour que tu deviennes plus développé »